# Hôtel de préfecture de la Gironde
L'hôtel de préfecture de la Gironde est un bâtiment situé au no 2, esplanade Charles-de-Gaulle à Bordeaux, en France. Il est le siège de la préfecture du département de la Gironde.
La résidence du préfet se trouve à l'hôtel de Nesmond au no 17 bis de la rue Vital-Carles